# Hóa học 1 carbon
Hóa học 1 carbon (C1 chemistry) là hóa học nghiên cứu các phân tử chứa một nguyên tử carbon và ứng dụng của chúng. Mặc dù nhiều hợp chất và ion chỉ chứa một nguyên carbon, đôi tượng nghiên cứu thường là các nguyên liệu C-1 ổn định và phổ biến. Bốn hợp chất có tầm quan trọng trong ngành công nghiệp hóa học như metan, carbon oxit, carbon dioxide và methanol là ví dụ điển hình.

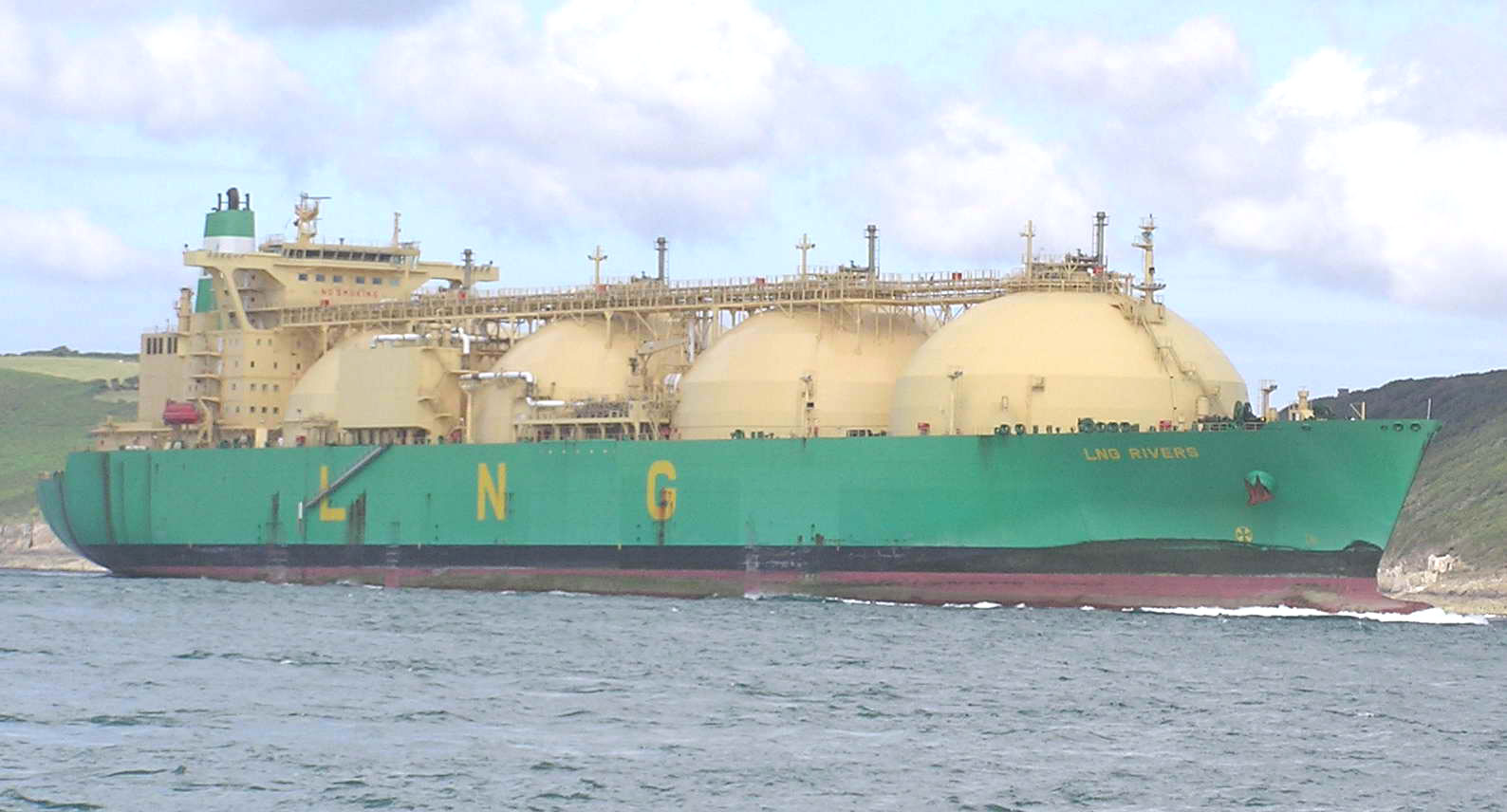
Tàu chở dầu LNG đắt tiền vận chuyển khí mê-tan.

## Quy trình công nghiệp
Cacbon monoxide và methanol là nguyên liệu hóa học quan trọng. CO tham gia rất nhiều phản ứng cacbonyl hóa. Hydro và CO là nguồn nguyên liệu cho quá trình Fischer–Tropsch tạo nên nhiên liệu lỏng. Metanol là tiền chất của axit axetic, formaldehyd và nhiều hợp chất metyl (este, amin, halide). Một ứng dụng quy mô lớn hơn là chuyển methanol thành olefin nhằm sản xuất etylen và propylen.
Metan và carbon dioxide có ít ứng dụng hơn trong công nghiệp hóa chất và nhiên liệu.Khí metan một phần phản ứng với oxi sinh ra khí carbon monoxide để sử dụng trong các quy trình Fischer-Tropsch. Phản ứng tổng hợp etilen sử dụng oxi:
2CH
4 + O
2 → C
2H
4 + 2H
2O
Cacbon dioxide sau khi khử điện hóa tạo thành hydrocarbon không no. Đây là công nghệ tiềm năng trong tương lai. 

Nhà máy hóa lỏng khí Oryx ở Qatar.

## Hóa sinh

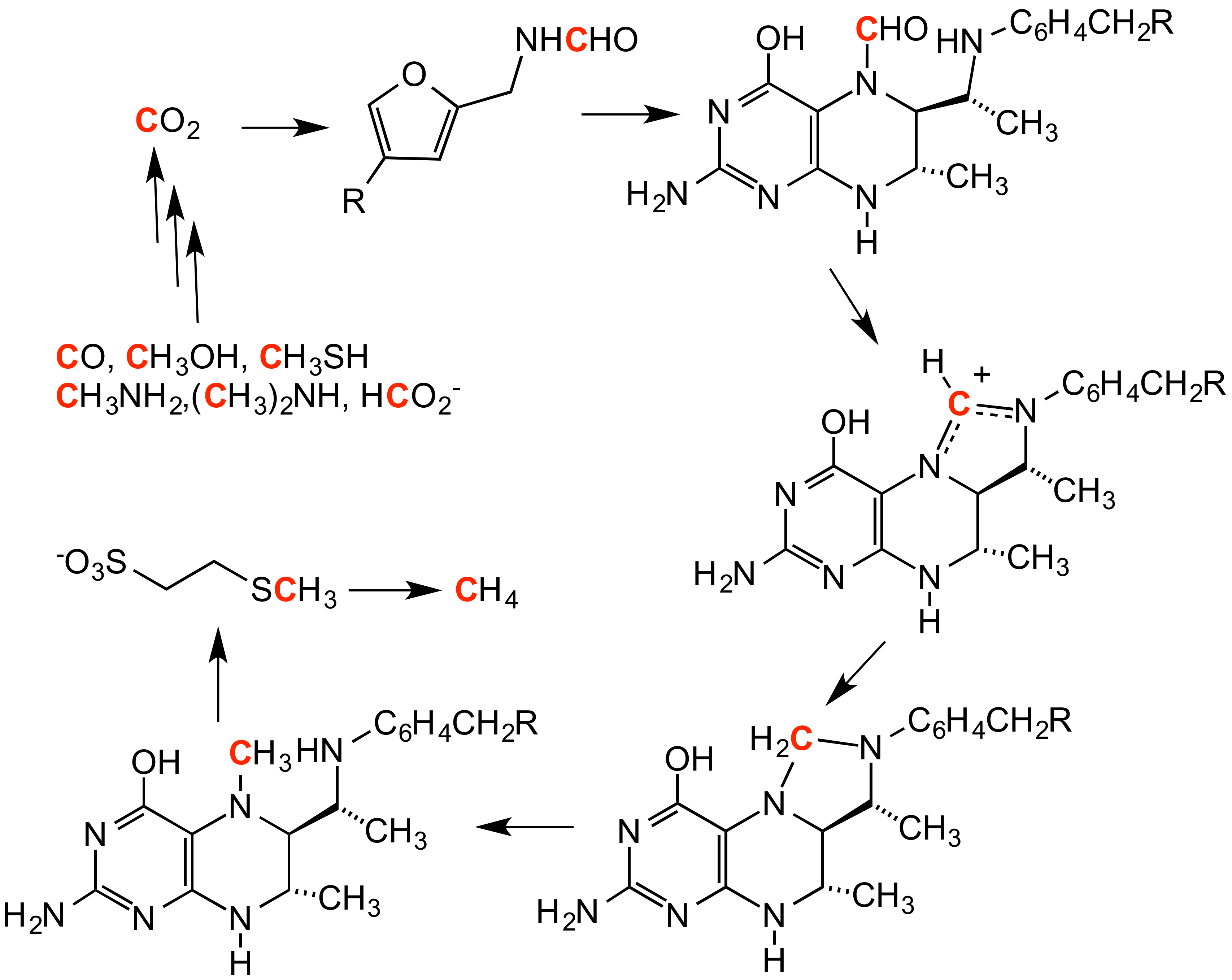
Chu trình giải phóng methan.

Metan, carbon monoxide, carbon dioxide và methanol là chất nền và sản phẩm của các quá trình enzyme. Trong Chu trình giải phóng methan (methanogenesis), carbon monoxide, carbon dioxide và methanol biến đổi thành metan nhờ các chất khử phù hợp. Các loài cổ khuẩn sinh methan có khả năng đảo ngược chu trình giải phóng methan.
Trong quang hợp, carbon dioxide và nước là nguyên liệu tổng hợp đường và oxi. Năng lượng (nhiệt) cho phản ứng  được cung cấp bởi ánh sáng mặt trời.